# جرج هانتینگتون

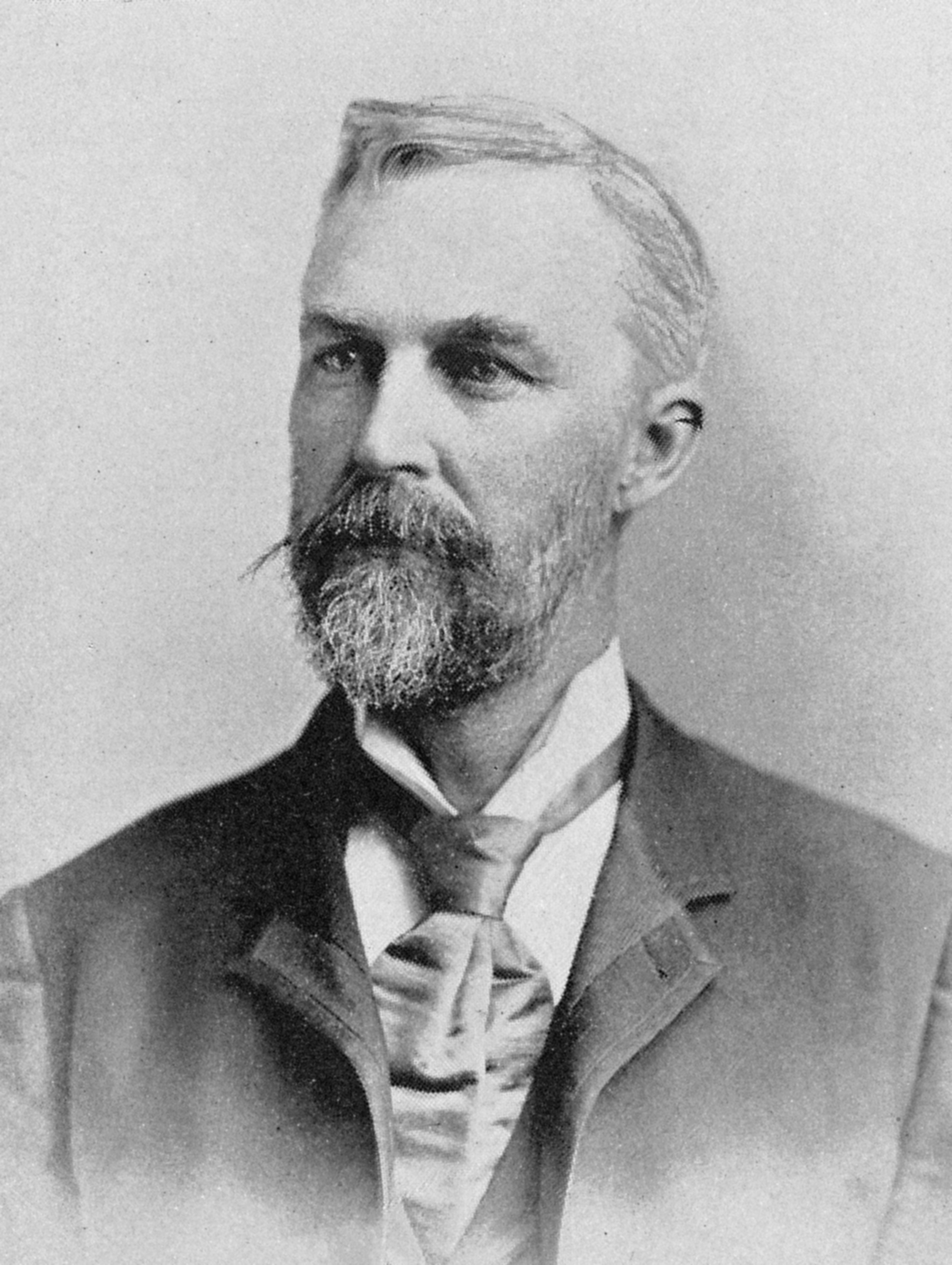
جرج هانتینگتون

جرج هانتینگتون (به انگلیسی: George Huntington) (زاده ۹ آوریل ۱۸۵۰ میلادی - مرگ ۳ مارس ۱۹۱۶ میلادی) پزشک آمریکایی بود. او شرایط و نشانه‌های بیماری هانتینگتون را برای اولین بار معرفی کرد.
او در سال ۱۸۷۲ میلادی گزارش مفصلی از یک بیماری ارثی عجیب با علائم و حرکات ناموزون در بیماران ارائه کرد. او به همراه پدرش (که یک پزشک بود) اولین بار بیماری هانتینگتون را در جزیره لانگ مشاهده کرده‌بودند. او این بیماری را کره (به انگلیسی: CHOREA) نامید که مشتق از کلمهٔ یونانی CHOROS به معنای رقص می‌باشد.